# Alice Garoute
Alice Garoute (1874-30 de octubre de 1950) fue una sufragista haitiana y defensora de los derechos de las mujeres en Haití, incluyendo a las mujeres residentes en áreas rurales.

## Biografía
Alice nació en 1874 en Cabo Haitiano, en el norte de Haití. Sus padres fueron parte de la rebelión contra el presidente Lysius Salomon. Debido a eso su familia fue exiliada a Kingston, Jamaica. En su adolescencia, cuando su familia regresó a Haití, se casó y tuvo dos hijos, los cuales fallecieron siendo niños.
Durante la primera década del siglo XX, Alice y Thérèse Hudicourt, intelectual y marxista, formaron un club para un grupo elite de mujeres educadas, en el que se leían libros en inglés y francés que incluían novelas y material político. Discutían temas que iban desde el feminismo hasta el marxismo, dando una mayor conciencia sobre la falta de derechos civiles para las mujeres en la sociedad haitiana.
En su lecho de muerte, en 1950, pidió que fuesen colocadas flores sobre su tumba el día en que las mujeres de Haití finalmente pudieran votar. Participó en la primera reunión de la Comisión Inter-Americana de Mujeres (IACW), celebrada en la Havana, en febrero de 1930. La IACW estuvo encargada de investigar el estatuto legal de las mujeres en América Latina y es acreditada por ser la primera organización no gubernamental del mundo en  ser fundada con el propósito expreso de defender los asuntos de las mujeres.